# Saint-Marc-le-Blanc
Saint-Marc-le-Blanc község Franciaország Bretagne régiójában, Ille-et-Vilaine megyében. Lakosainak száma 1382 fő (2018. január 1.). Saint-Marc-le-Blanc Baillé, Chauvigné, Saint-Brice-en-Coglès, Le Tiercent, Tremblay, Val-Couesnon és Saint-Hilaire-des-Landes községekkel határos.
Új községként 2019. január 1-jén jött létre a korábbi Saint-Marc-le-Blanc és Baillé korábbi község egyesítésével.

## Népesség
A település népessége az elmúlt években az alábbi módon változott:
| Lakosok száma | 1329 | 1376 | 1405 | 1396 | 1382 |
|               | 2013 | 2015 | 2016 | 2017 | 2018 |